# Minami-Belgica Nunatak-Gun
Minami-Belgica Nunatak-Gun är en nunatak i Antarktis. Den ligger i Östantarktis. Norge gör anspråk på området. Toppen på Minami-Belgica Nunatak-Gun är 2 238 meter över havet.
Terrängen runt Minami-Belgica Nunatak-Gun är huvudsakligen platt, men norrut är den kuperad. Trakten är obefolkad. Det finns inga samhällen i närheten. 